# Wachenbrunn
Wachenbrunn ist ein Ortsteil der Stadt Themar im Landkreis Hildburghausen in Thüringen.

## Lage
Wachenbrunn liegt südwestlich von Themar an der Landesstraße 2628 auf einer Hochebene und in einem kupierten naturnahen Gelände des ländlichen Raumes.
In Ortsnähe stand eine Rundfunksendeanlage im Mittelwellenbereich, der Sender Wachenbrunn.

## Geschichte
Wachenbrunn wurde erstmals urkundlich 1220 erwähnt. Andere Quellen nennen das Jahr 1319. Historisch bestand schon von jeher Verbindung zu Themar. Herrschaftsmäßig gehörte der Ort im Amt Themar zunächst zur Grafschaft Henneberg, nach 1583 zu verschiedenen sächsischen Herzogtümern und von 1826 bis 1918 zum Herzogtum Sachsen-Meiningen. 1920 kam er zum Land Thüringen.

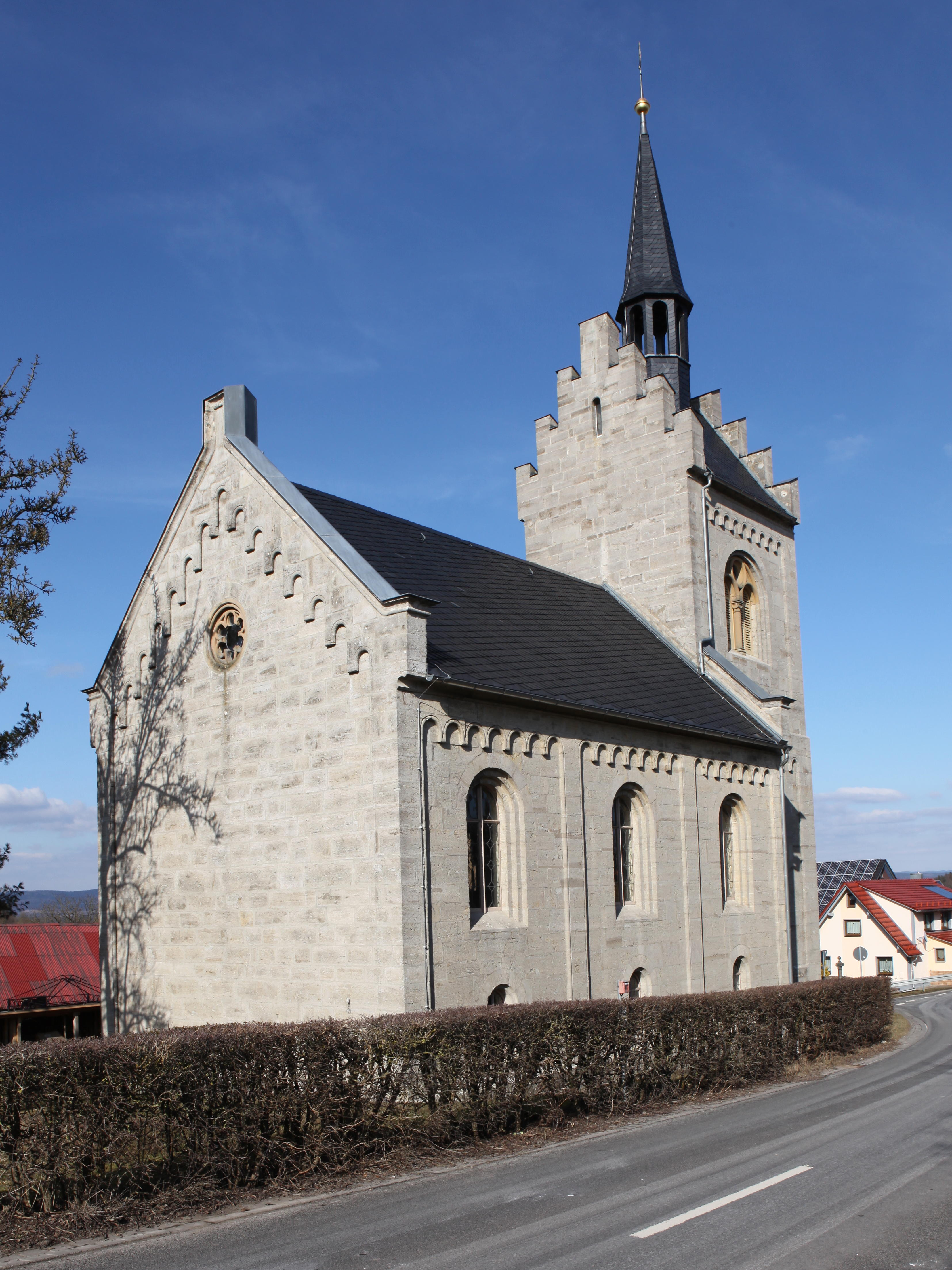
Evangelisch-Lutherische Kirche St. Johannis

Die Kirche St. Johannis wurde 1870 nach Plänen des Meininger Baurates August Wilhelm Döbner als Quaderbau im neuromanischen Stil errichtet.